# Centro Nacional de Treinamento em Atletismo
O Centro Nacional de Treinamento em Atletismo de Cascavel (CNTA) é um complexo esportivo ligado ao Ministério dos Esportes do Brasil, localizado no municípo paranaese de Cascavel.
É um dos cinco centros de excelência e referência na modalidade de atletismo do país, sendo o único do Sul do Brasil.

## Histórico
Inicialmente projetado para atender as necessidades dos Jogos Olímpicos de 2016, no Rio de Janeiro, teve as obras iniciadas no ano de 2014, porém interrompidas em seguida. Em 2020, os trabalhos foram retomados até a sua conclusão. Foi inaugurado em 4 de fevereiro de 2021. 
Localizado numa área de 86 000 m², com 8 000 m² de área construída, visa impulsionar a modalidade, com o uso de tecnologia avançada para o aperfeiçoamento de atletas e técnicos, além de servir como sede para competições oficiais nacionais e internacionais.
Os custos de manutenção serão do Governo do Estado do Paraná e da Prefeitura de Cascavel.

## Estrutura
O CNTA conta com pista emborrachada de 400 metros, certificada pela Associação Internacional das Federações de Atletismo, além de pista coberta para aquecimento, arquibancadas cobertas, piscina aquecida, academia, auditório, alojamentos, vestiários e salas de fisioterapia.